# Lascar

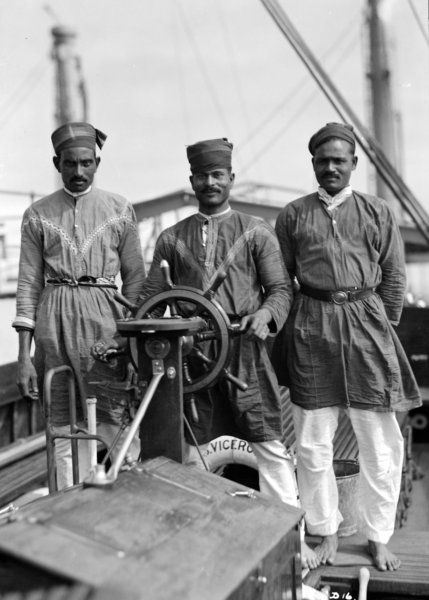
Tres lascars de la tripulació del Viceroy of India.

Un lascar era un mariner o un soldat procedent del subcontinent indi o d'altres llocs d'Àsia, enrolat en vaixells europeus entre el segle xvi i mitjan segle xx. La paraula prové del persa لشکر, laškar, que significa 'campament militar' o 'exèrcit', i de l'àrab العسكر, al-ʿaskar, 'guàrdia' o 'soldat'. Els lascars servien als vaixells britànics sota la fórmula d'un «contracte de lascar», que permetia als armadors un control més gran que amb altres menes de contractes. Els mariners podien ser transferits d'un vaixell a un altre i obligats a servir més de tres anys seguits cada cop que els enrolaven.

## Història
Els mariners indis havien estat empleats en vaixells europeus des que el primer europeu va fer el viatge per mar a l'Índia. Vasco da Gama, el primer europeu que va arribar a l'Índia per mar (el 1498), va contractar un pilot indi a Malindi (un assentament costaner a l'actual Kenya) per dirigir el vaixell portuguès a través de l'oceà Índic fins a la costa de Malabar, al sud-oest de l'Índia. Els vaixells portuguesos van continuar utilitzant lascars del subcontinent indi en gran nombre durant els segles XVI i XVII, principalment de Goa i altres colònies portugueses de l'Índia. Els portuguesos van aplicar el terme "lascar" a tots els mariners dels seus vaixells que eren originaris de les Índies, que van definir com les zones a l'est del cap de Bona Esperança.
A través dels imperis mundials marítims portuguès i espanyol, alguns lascars indis van trobar el seu camí cap als vaixells mercants anglesos i es trobaven entre els mariners dels primers vaixells de la Companyia anglesa de les Índies Orientals (EIC) que van navegar cap a l'Índia. Els tripulants de Lascar de l'Índia estan representats a les pantalles japoneses de Namban del segle XVI.
El nombre de lascars emprats a l'EIC East Indiamen era tan gran que el Parlament d'Anglaterra va restringir-ne l'ocupació mitjançant les lleis de navegació (en vigor a partir de 1660) que requerien que el 75% de la tripulació a bord dels vaixells de bandera anglesa que importaven mercaderies d'Àsia fos anglesa. subjectes. La restricció va sorgir a causa de les altes taxes de malalties i morts entre els mariners europeus a les Índies orientals, i les seves freqüents desercions a Àsia, que van deixar aquests vaixells sense tripulació per al viatge de tornada. Un altre motiu va ser la freqüent impressió dels mariners europeus de l'EIC East Indiamen per part de la Royal Navy en temps de guerra.
Sovint, els Lascar només cobraven la meitat del sou dels seus companys mariners blancs i sovint s'esperava que treballessin més hores i se'ls donava racions més petites i inferiors. La remuneració dels tripulants de lascar "era molt inferior a la dels mariners europeus o negres" i "el cost d'avituallament d'una tripulació de lascar era un 50 per cent menys que la d'una tripulació britànica, sent sis penics per cap i dia en lloc de dotze penics per dia. "" Molts lascars vivien en males condicions, ja que els armadors podien mantenir els seus serveis fins a tres anys alhora, traslladant-los d'un vaixell a un altre per caprici. Els maltractaments als lascars van continuar durant els segles XIX i XX.
Aquesta també s'emprava per anomenar els servents indis que atenien els oficials del Raj Britànic.